# Giuseppe Tucci
Giuseppe Vincenzo Tucci (Macerata, 5 giugno 1894 – San Polo dei Cavalieri, 5 aprile 1984) è stato un orientalista, esploratore, storico delle religioni e buddhologo italiano.
Autore di circa 360 pubblicazioni, tra articoli scientifici, libri ed opere divulgative, condusse diverse spedizioni archeologiche in Tibet, India, Afghanistan ed Iran. Durante la sua vita, era unanimemente considerato il più grande tibetologo del mondo. Nel 1933 fondò assieme a Giovanni Gentile l'Istituto italiano per il Medio ed Estremo Oriente di Roma.

## Biografia

### Famiglia
Giuseppe Tucci nacque a Macerata il 5 giugno 1894. I suoi genitori erano Oscar Tucci ed Ermenegilda Firmani, entrambi di origine pugliese. Nel 1902 la famiglia si trasferì a Novara, ma ritornò a Macerata l'anno seguente, per poi stabilirsi definitivamente ad Ancona nel 1917, quando Tucci abitava già a Roma. Suo padre era primo segretario dell'Intendenza di Finanza.
Tucci si sposò tre volte: la prima, per scelta di suo padre, con Rosa De Benedetto dalla quale ebbe il figlio Ananda Maria, nato nel 1923, la seconda nel 1927 con Giulia Nuvoloni (dopo aver ottenuto l'annullamento del primo matrimonio) e la terza nel 1971 con Francesca Bonardi (dopo aver divorziato dalla seconda moglie, dalla quale viveva separato dal 1942).
Sia la seconda che la terza moglie lo hanno accompagnato in alcune delle sue spedizioni in Asia.
Secondo alcune dichiarazioni, tra cui quella di Gustavo Raffi, Gran maestro del Grande Oriente d'Italia tra il 1999 e il 2014, Tucci fece anche parte della Massoneria.

### Formazione ed attività accademica
Nel 1907 si iscrisse al Liceo classico di Macerata "Giacomo Leopardi", dove si diplomò nel 1912. Manifestò sin da giovanissimo un grande interesse nei confronti delle antichità della sua terra natale prima, e della storia e delle religioni dei popoli orientali in seguito. Iscrittosi all'Università degli Studi di Roma "La Sapienza", dovette sospendere gli studi per prestare servizio nel Regio esercito durante il primo conflitto mondiale. Si laureò in Lettere nel 1919. Dal 1919 al 1921 insegnò come supplente al Liceo-Ginnasio "Stabili" di Ascoli Piceno. A seguito di concorso, il primo gennaio 1921 fu nominato segretario presso la Biblioteca della Camera dei deputati, carica che ricoprì fino alla partenza per l'India, nel 1925, anche se restò nei ruoli fino al primo novembre 1930.

### Adesione al fascismo
(Giuseppe Tucci)
Tucci aderì al regime fascista, seppure senza grande interesse politico, preso dai suoi studi che Mussolini deciderà di finanziare a fini politici, per diffondere l'immagine dell'Italia in Asia e prendere contatti con l'India in vista di un disgregamento dell'Impero britannico.

Giuseppe Tucci (a sin.) sul ghiacciaio Bogo-La nel corso della sua quarta spedizione in Tibet, nel 1933. Accanto a lui il capitano medico Ghersi

Nel 1925, in seguito al sostegno accordato dal Governo italiano al poeta bengalese Rabindranath Tagore, partì per l'India assieme a Carlo Formichi per insegnare come professore invitato Lingua arte e letteratura italiana all'Università Visva Bharati di Shantiniketan. Nel 1926 visitò l'Assam per accompagnare Tagore ma, dopo le aspre critiche al fascismo proferite da Tagore, il governo italiano ritirò il suo sostegno a Visva Bharati, e Tucci iniziò ad insegnare nelle università statali indiane di Dacca, Varanasi e Calcutta. Durante questi anni si recò nel Punjab, nel Kashmir e per due volte in Ladakh, almeno due volte in Sikkim e una in Nepal, principalmente per studiare i testi buddisti contenuti nelle biblioteche monastiche e palatine.
Dal 1º gennaio 1927 Tucci, che risultava docente alla Regia Università di Roma come incaricato di "Religioni e filosofia dell'India e dell'Estremo Oriente", fu collocato fuori ruolo e comandato senza limiti di tempo presso il Ministero degli Affari esteri, Direzione generale delle Scuole italiane all'estero. Nel gennaio del 1929, in casa del filosofo e sanscritista indiano Surendranath Dasgupta, a Calcutta, Tucci incontrò Mircea Eliade, che vide poi regolarmente e col quale corrispose per tutta la sua vita. Il 27 settembre 1929 Tucci fu nominato membro della Reale Accademia d'Italia.
Nel febbraio-marzo 1930 fece un viaggio a Darjeeling e da giugno a settembre ancora in Ladakh. In tutto restò in Asia ininterrottamente durante cinque anni e mezzo. All'inizio del 1931 rientrò in Italia per insegnare lingua e letteratura cinese presso l'Università degli Studi di Napoli "L'Orientale". Il primo novembre 1932, passò alla Facoltà di Lettere e Filosofia dell'Università degli Studi di Roma "La Sapienza" dove insegnerà, come professore straordinario prima e ordinario poi, Religioni e Filosofia dell'India e dell'Estremo Oriente fino al 1969.
Nel 1933 fondò insieme al filosofo Giovanni Gentile, ex Ministro dell'Istruzione ed estensore del Manifesto degli intellettuali fascisti (1925), l'Istituto Italiano per il Medio ed Estremo Oriente di Roma (IsMEO), con lo scopo principale di sviluppare le relazioni culturali tra l'Italia ed i paesi asiatici.

### Religione

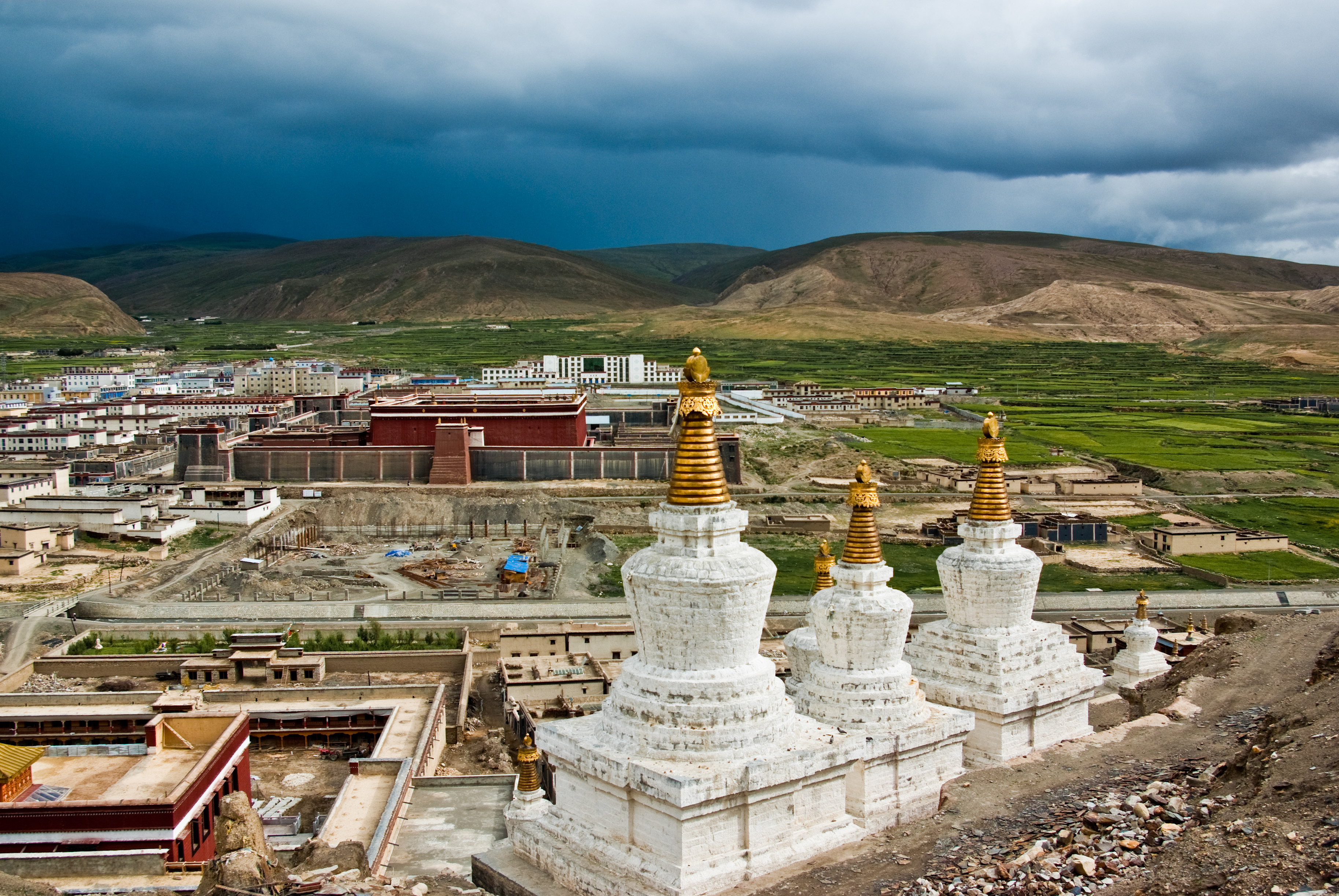
Il monastero di Sakya dove Tucci ricevette l'iniziazione buddista dall'abate.

Come la stragrande maggioranza degli Italiani della sua epoca, Tucci era nato in una famiglia di religione cattolica. Fosco Maraini (suo discepolo e collaboratore, col quale ebbe un rapporto non sempre facile), in Segreto Tibet, scrive che a lui e agli altri membri della spedizione del 1948 non fu permesso di entrare a Lhasa, ad eccezione di Tucci, che in quanto buddista iniziato al tantra tibetano, ricevette il lam-yig (autorizzazione di transito). Tucci era infatti diventato buddista durante la spedizione del 1935, essendo stato iniziato dall'abate di Sakya, Ngawang Thutob Wangdrag, come scrive egli stesso in Santi e briganti nel Tibet ignoto:
 Tucci era convinto di essere stato un tibetano nella sua vita precedente, e di essersi reincarnato in Occidente per aiutare il suo popolo a mettervi in salvo le testimonianze della sua religione e della sua cultura: «Sua Santità Tenzin Gyatso, in un discorso pubblico tenuto negli Stati Uniti una ventina di anni fa, sembra che abbia detto che a Lhasa aveva affidato a un famoso orientalista una collezione di manoscritti particolarmente sacra perché la portasse via dal Tibet in previsione dell'invasione cinese».
Nel fondo Tucci a Roma sono conservati molti reperti tra cui antichi manoscritti tibetani, oggetti devozionali e statue buddiste di grande valore portate dalle spedizioni Tucci, salvati così dalle distruzioni dell'invasione del periodo 1950-59 e dalle devastazioni inflitte negli anni '60 dalle guardie rosse maoiste durante la Grande Rivoluzione Culturale.

Tucci fu ammesso ad incontrare nel 1948 il giovane Dalai Lama a Lhasa, terzo italiano ad accedere alla città sacra del lamaismo (dopo Odorico da Pordenone nel XIV secolo e Ippolito Desideri nel 1716) in cui nei secoli precedenti erano penetrati solo esploratori europei e missionari. L'8 ottobre 1973, in una lettera pubblicata sul giornale Il Tempo, in seguito ad una polemica dovuta al mancato incontro di Tucci col XIV Dalai Lama, andato a Roma in visita al papa Paolo VI, Tucci scrisse: 
 Disse l'ottantenne Tucci al giornalista A.N. Dar: «"Le nostre passioni devono trasformarsi in elemento di libertà"; secondo Enrica Garzilli «con la sincerità che ai grandi vecchi è permessa, gli confessò di essere diventato buddista perché deluso dalla chiesa cattolica e dai preti. E aggiunse: "Ho trovato il buddismo molto più semplice. È solo una dottrina etica. Tutto è basato sulla sincerità e tu sei completamente libero"». Poco prima della morte di Tucci, il 6 febbraio 1984, il comune amico Gilberto Bernabei scrisse a Giulio Andreotti una lettera in cui diceva che Tucci era ridiventato cattolico. È molto probabile che fosse un'iniziativa di sua moglie Francesca , in ogni caso non vi è nessuna lettera o documento autografo di Tucci o da lui firmato che certifichi questo ritorno dell'ultima ora al Cattolicesimo.

### Tucci e ilManifesto della Razza
La sua ipotetica adesione al Manifesto della Razza del 1938 è stata più volte data per certa da diversi studiosi ed esponenti della comunità ebraica italiana (Leone Paserman, Victor Magiar), ma mai sono emersi documenti probanti la sua firma in calce a copie del Manifesto.
Risulta invece che si adoperò per salvare, riuscendoci, lo psicoanalista junghiano tedesco Ernst Bernhard, rinchiuso in quanto ebreo nel campo di internamento di Ferramonti di Tarsia in Calabria in attesa di deportazione verso un campo di sterminio in Polonia.
La disputa è riemersa in seguito all'intitolazione di una strada a Tucci, avvenuta a Roma nel 2010. Secondo Annalisa Capristo, Tucci fece parte di una Commissione di studio sui problemi della razza istituita dall'Accademia d'Italia (di cui era membro), pur non essendo certa la firma al Manifesto, e non avendo mai manifestato delle esplicite opinioni razziste od antisemite nelle proprie opere. Secondo ambienti ebraici, data la gravità dell'accusa, l'onere della prova si invertirebbe, e si sarebbe dovuto provare che la diceria sulla firma al Manifesto non sia vera, prima di intitolare la strada all'esploratore.

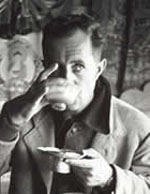
Tucci durante uno dei suoi viaggi in Asia. In questa foto, scattata da Fosco Maraini, Tucci beve un po cha, un tè tibetano al burro di yak.

Documentati sono indubbiamente i suoi legami personali e scientifici con Karl Haushofer, esperto di geopolitica e studioso di esoterismo tra i principali del nazionalsocialismo, che invitò a Roma in due occasioni, nel 1937 e nel 1941, per tenere un ciclo di conferenze sulle comuni teorie eurasiatiche.
Nel 1936-1937 fu inviato in missione culturale in Giappone come rappresentante del governo, col titolo di "ministro", membro di una delegazione diplomatica e militare che doveva trattare con i vertici giapponesi l'adesione dell'Italia al Patto anticomintern, l'alleanza già firmata tra il paese orientale e la Germania nazista in funzione anti-sovietica.

### Il dopoguerra
Esentato dagli obblighi militari durante la seconda guerra mondiale, continuò in patria i suoi studi. Dopo l'8 settembre 1943, non aderì ufficialmente alla Repubblica Sociale Italiana né sostenne la resistenza partigiana, tenendosi in disparte dalla politica. Continuò però la collaborazione intellettuale con Gentile, fino all'omicidio di quest'ultimo, nel 1944, da parte dei GAP comunisti a Firenze, a causa del suo sostegno alla RSI.
Sempre nel 1944, dopo l'ingresso delle truppe alleate a Roma, l'attività dell'IsMEO cessò; tornerà in funzione nel 1947. Quello stesso anno Tucci fu sospeso dall'Università perché sottoposto a procedimento di epurazione, in quanto considerato compromesso con il regime. Prosciolto, l'8 gennaio 1946 ful riassunto in servizio attivo e nel 1947 nominato presidente dell'IsMEO, che fu riaperto.
Nel 1948 (all'età di 54 anni) Giuseppe Tucci affronta un lungo viaggio verso i più inaccessibili monasteri tibetani, accompagnato da Tenzing Norgay. Nel 1953 tenne una conferenza agli incontri di "Eranos" (gruppo di studio fondato da Rudolf Otto e Carl Gustav Jung), che fu pubblicata negli Annali di Eranos con il titolo "Earth in India and Tibet". Nel 1968 andò in pensione e nel 1970 fu nominato professore emerito, mentre al 1978 risale la nomina a presidente onorario dell'IsMEO.
Morì il 5 aprile 1984 a San Polo dei Cavalieri.

## Attività editoriale
Diresse i periodici Alle Fonti delle Religioni (1921-1924), Bollettino dell'IsMEO, dal 1936 col nuovo nome Asiatica (1935-1943), Le scienze del mistero e il mistero delle scienze (1946), East and West (1950-1978); di quest'ultimo rimase poi General Editor sino alla fine. Fu direttore dal 1950 della Serie Orientale Roma, dal 1962 dei Reports and Memoirs del Centro Studi e Scavi Archeologici in Asia dell'IsMEO, dal 1969 della serie Restorations del Centro Restauri dell'IsMEO. Curò dal 1950 al 1973 la direzione scientifica della serie Il Nuovo Ramusio, edita dalla Libreria dello Stato.

## Attività scientifica
Attratto sin da giovane dalle civiltà antiche, e in particolare dal pensiero religioso, apprese presto l'ebraico, e poi il sanscrito, il persiano e il cinese. Nel 1911, quando aveva 18 anni, pubblicò una raccolta di epigrafi latine nella prestigiosa rivista dell'Istituto Archeologico Germanico di Roma, mentre datano al 1914 i primi saggi di orientalistica, a proposito di testi religiosi antico-iranici e sulla filosofia cinese. Durante gli anni di permanenza in India (1925-1930), Tucci cominciò anche lo studio del bengali e del tibetano. Tucci fu descritto, nel centenario della sua nascita, come “una sorta di Mozart della filologia classica” (La Stampa, 2 giugno 1994, p. 19), un ragazzo prodigio che scrisse il suo primo articolo erudito a 17 anni.
Tra il 1928 ed il 1948 Tucci organizzò otto spedizioni in Tibet, Ladakh, Spiti, e altre cinque furono condotte in Nepal nel 1929, 1931, 1933, 1952 e 1954, raccogliendo oggetti, testi e una documentazione enorme e pressoché unica del patrimonio artistico e letterario di quei paesi, già allora spesso degradato. Dopo una prima ricognizione effettuata nel 1955, diede inizio alla Missione Archeologica Italiana nella valle dello Swat in Pakistan sotto il patrocinio del wali Miangul Jahan Zeb; nel 1956 iniziò le ricerche archeologiche in Afghanistan e nel 1959 in Iran, dirigendo tali lavori fino al 1978.
Nella sua lunga attività didattica, Tucci formò generazioni di studenti, tra i quali vanno ricordati gli orientalisti Pio Filippani Ronconi, Fosco Maraini, Mario Bussagli, insigne studioso della civiltà centroasiatica, Raniero Gnoli, indologo sanscritista, Gherardo Gnoli, iranista, Corrado Pensa, buddhologo sanscritista e palista, e lo storico delle religioni Luciano Petech. In elevatissima stima tenne Massimo Scaligero, che, dalla fine degli anni Quaranta, chiamò a capo della redazione di East and West.

### Spedizioni e viaggi
- 1926-1931 Viaggi in Nepal e nei paesi himalayani.
- 1931 Terza spedizione in Tibet (luglio), secondo viaggio in Nepal (novembre).
- 1933 Quarta spedizione in Tibet (giugno), terzo viaggio in Nepal (ottobre).
- 1935 Quinta spedizione in Tibet[25], quarto viaggio in Nepal.
- 1937 Sesta spedizione in Tibet.
- 1939 Settima spedizione in Tibet.
- 1948 Ottava spedizione in Tibet.
- 1952 Prima spedizione in Nepal.
- 1954 Seconda spedizione in Nepal.

## Premi e lauree honoris causa
- 1950 Socio ordinario dell'Himalayan Club di Calcutta-Bombay.
- 1953 Laurea honoris causa dell'Università di Delhi.
- 1953 Presidente onorario della Società asiatica dell'Argentina.
- 1955 Socio onorario dell'Accademia imperiale del Giappone.
- 1956 Socio onorario della Société asiatique di Parigi.
- 1959 Socio corrispondente per l'Italia della British Academy
- 1961 Desikottama dell'Università Visva Bharati, la sua ricompensa più alta.
- 1966 Laurea honoris causa dell'Università Cattolica di Lovanio.
- 1971 Socio onorario della Asiatic Society di Calcutta.
- 1973 Premio Medaglie D'Oro (fondato da Angelo Rizzoli) per l'anno 1972.
- 1978 Premio Jawaharlal Nehru per la Comprensione Internazionale.
- 1978 Socio d'onore della Società geografica italiana (della quale era membro dagli anni venti e che lo aiutò in diverse spedizioni)
- 1979 Premio Balzan per la storia[26] (ex aequo con Ernest Labrousse) "per le sue sensazionali scoperte in Oriente e i suoi fondamentali studi storici volti specialmente a dimostrare l'interdipendenza tra lo sviluppo della civiltà asiatica e quella europea"[27].
- 1980 Birendra Prajnalankar, premio del re del Nepal Birendra[28].

## Cinematografia
- Sulla sua figura, nel 1994, la Presidenza del Consiglio ha prodotto il documentario Bang - I Dara, il segnale della carovana per la regia di Giovanni Gervasi.
- Giuseppe Tucci viene interpretato dall'attore Marcel Iureș nel film Un'altra giovinezza (2007), diretto da Francis Ford Coppola e tratto dall'omonimo romanzo di Mircea Eliade.

## Omaggi
- Il Museo Nazionale d'Arte Orientale di Roma, in cui si trova una parte dei reperti riportati dalle spedizioni tibetane e dagli scavi condotti successivamente dall'IsMEO sotto la sua presidenza, è a lui intitolato dal 2005.
- Macerata ha dato il suo nome ad una via Archiviato il 4 marzo 2016 in Internet Archive..
- San Polo dei Cavalieri ha dato il suo nome al centro culturale della città, con deliberazione della giunta comunale n. 65 del 16 ottobre 2008.
- Roma ha dato il suo nome ad una via: il 25 maggio 2010 è stato inaugurato il largo Giuseppe Tucci. L'inaugurazione di largo Giuseppe Tucci ha scatenato le proteste degli ebrei di Roma e di alcuni parlamentari, nonché polemiche sui media per via del presunto appoggio di Tucci al "Manifesto della Razza"[31].

## Opere
- Apologia del Taoismo, Roma, Formiggini, 1924 (rist.: Luni, 2006, ISBN 978-88-7435-126-8);
- Il Buddismo, Foligno, Campitelli, 1926;
- Indo-tibetica 1: Mc'od rten e ts'a ts'a nel Tibet indiano ed occidentale: contributo allo studio dell'arte religiosa tibetana e del suo significato, Roma, Reale Accademia d'Italia, 1932 (trad. inglese pubblicata da Aditya Prakashan, New Delhi, 1988), (trad. cinese:《梵天佛地 1: 西北印度和西藏西部的塔和擦擦——试论藏族宗教艺术及其意义》, 魏正中 萨尔吉 主编. 上海, 上海古籍出版社, 2009);
- Indo-tibetica 2: Rin c'en bzan po e la rinascita del buddismo nel Tibet intorno al Mille, Roma, Reale Accademia d'Italia, 1933 (trad. inglese pubblicata da Aditya Prakashan, New Delhi, 1988) (trad. cinese:《梵天佛地 2: 仁钦桑波及公元1000年左右藏传佛教的复兴》, 魏正中 萨尔吉 主编. 上海, 上海古籍出版社, 2009);
- Indo-tibetica 3: I templi del Tibet occidentale e il loro simbolismo artistico, 2 volumi, Roma, Reale Accademia d'Italia, 1935-1936 (trad. inglese pubblicata da Aditya Prakashan, New Delhi, 1988) (trad. cinese:《梵天佛地 3: 西藏西部的寺院及其艺术象征》, 魏正中 萨尔吉 主编. 上海, 上海古籍出版社, 2009);
- (con Eugenio Ghersi) Cronaca della missione scientifica Tucci nel Tibet occidentale (1933) (archiviato qui), Roma, Reale Accademia d'Italia, 1934 (rist. con omissione del secondo autore, soppressione delle illustrazioni e persino (!!) della carta geografica: Dei, demoni e oracoli. La leggendaria spedizione in Tibet del 1933, Neri Pozza, 2006, ISBN 978-88-545-0108-9);
- Santi e briganti nel Tibet ignoto: diario della spedizione nel Tibet occidentale 1935, Milano, U. Hoepli, 1937;
- Indo-tibetica 4: Gyantse ed i suoi monasteri, 3 volumi, Roma, Reale Accademia d'Italia, 1941 (trad. inglese pubblicata da Aditya Prakashan, New Delhi, 1989), (trad. cinese: 《梵天佛地 4: 江孜及其寺院》, 魏正中 萨尔吉 主编. 上海, 上海古籍出版社, 2009);
- Il Buscido, Firenze, Le Monnier, 1942;
- Il Giappone, tradizione storica e tradizione artistica, Milano, Bocca, 1943;
- Scienze Del Mistero, quindicinale diretto da Giuseppe Tucci, 1946 (13 numeri).
- Asia religiosa, Roma, Partenia, 1946;
- Tibetan Painted Scrolls, 3 volumi, Roma, Istituto Poligrafico e Zecca dello Stato, 1949 (tr. italiana: La pittura sacra del Tibet, 2 voll. e 2 DVD, Il Cerchio, Rimini, 2014; Introduzione di Franco Cardini);
- Il libro tibetano dei morti, Milano, Bocca, 1949;
- Teoria e pratica del Mandala, Roma, Casa Editrice Astrolabio - Ubaldini, 1949;
- Italia e Oriente, Milano, Garzanti, 1949 (rist.: Roma, IsIAO, 2005);
- Tibetan folksongs from the district of Gyantse, Ascona, Artibus Asiae, 1949;
- The Tombs of the Tibetan Kings, Roma, IsMEO, 1950;
- A Lhasa e oltre, Roma, La Libreria dello Stato, 1950;
- Tra giungle e pagode, Roma, La Libreria dello Stato, 1953;
- Preliminary report on two scientific expeditions in Nepal, Roma, IsMEO, 1956;
- Storia della filosofia indiana, Bari, Laterza, 1957, ristampato nel 2012;
- Nepal: alla scoperta dei Malla, Bari, Leonardo da Vinci, 1960;
- Il trono di diamante, Bari, De Donato, 1967;
- Tibet, paese delle nevi, Novara, De Agostini, 1967;
- Tibet, Genève, Nagel (Archeologia Mundi), 1973 (trad. it. Ginevra 1975);
- "Die Religionen Tibets" in: G. Tucci und W. Heissig, Die Religionen Tibets und der Mongolei, Stuttgart, Kohlhammer, 1970 (trad. italiana rivista: Le religioni del Tibet, Roma, Edizioni Mediterranee, 1976);
- La Città Bruciata Nel Deserto Salato  -testo bilingue (italiano/inglese) ed.italiana  presentata da Giuseppe Tucci. Mestre, Erizzo, 1977.
- Saggezza cinese, antologia di antichi testi cinesi scelti e tradotti da G. Tucci, Roma, Casa Editrice Astrolabio - Ubaldini, 1999;
- Il paese delle donne dai molti mariti, raccolta di articoli già editi, Neri Pozza, 2005, ISBN 88-545-0043-7.
- Non sono un intellettuale, raccolta di articoli a cura di Maurizio Serafini e Gianfranco Borgani, Ed. Il Cerchio, 2019.